# Kula

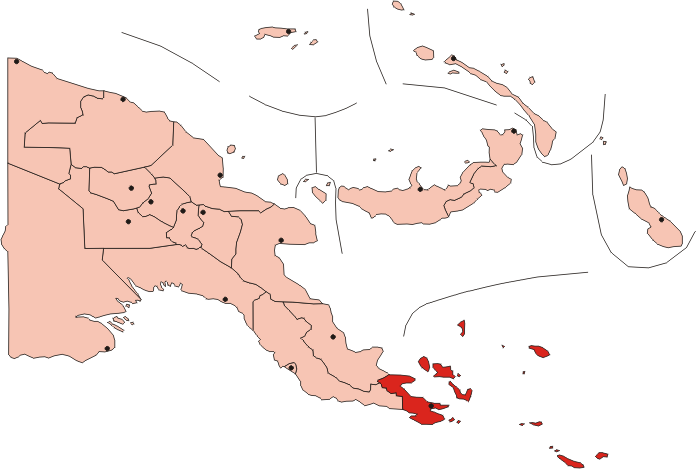
Ilhas da Província de Baía de Milne

O Kula, conhecido também como circuito kula ou intercâmbio kula, é uma forma de troca de caráter intertribal praticadas por comunidades localizadas num extenso conjunto de ilhas do norte ao leste e extremo oriental da Nova Guiné descrito pelo antropólogo Bronisław Kasper Malinowski (1884–1942). Tal intercâmbio cerimonial se realiza entre as populações da província Papua-Nova Guiné da de Milne Bay, reunindo milhares de pessoas de dezoito comunidades Massim (Misima), um arquipélago onde se inclui: as ilhas Trobriand; parte das Ilhas D'Entrecasteaux e das lhas Amphlett envolvendo toda sua população e principalmente as grandes tribos de Dobu (Amphlett), de Kiriwina, Sinaketa e Kitava (Trobriand) e de Vakuta (Ilha Woodlark).
Segundo o referido autor Bronislaw Malinowski — que documentou entre 1914 e 1918, essa prática de navegação e encontro ritual por um circuito pré determinado por tradição — os participantes do Kula viajavam centenas de quilômetros de canoa transportando vaigua’a os objetos dessas trocas-dádivas. Os colares de conchas vermelhas chamados souvala vinham no sentido horário desse círculo e na direção oposta (anti-horário) eram transportados os braceletes feitos de conchas brancas chamados mwali encontrando-se em dado momento para realizar o ritual da dádiva.
Aquele que recebia un colar soulava, estava obrigado a corresponder com um braçalete mwalli e vice -versa. As condições para a participação no circuito de troca variavam de região para região. Malinowski observou que, o kula das Ilhas Trobriand era reservados aos líderes, enquanto em Dobu qualquer homem poderia participar, sendo que não se limitavam à troca cerimonial de vaigua’a, mas também de mercadorias úteis, recebendo o nome de gimwali.
Os principais objetos de transações do Kula — os braceletes de conchas (mawli) feitos com a parte superior e extremidade delgada da concha de um grande caramujo (Conus millepuntactus) e os colares (souvala) feitos do nácar da ostra espinhosa vermelha (spondylus) segundo Malinowski são muito cobiçados por todos os papua — melanésios, ambos usados como enfeites com os trajes de dança mais elaborados nas grandes ocasiões festivas, nas danças cerimoniais e nas grandes reuniões que participam os nativos de várias aldeias. 

## Descrever e Interpretar

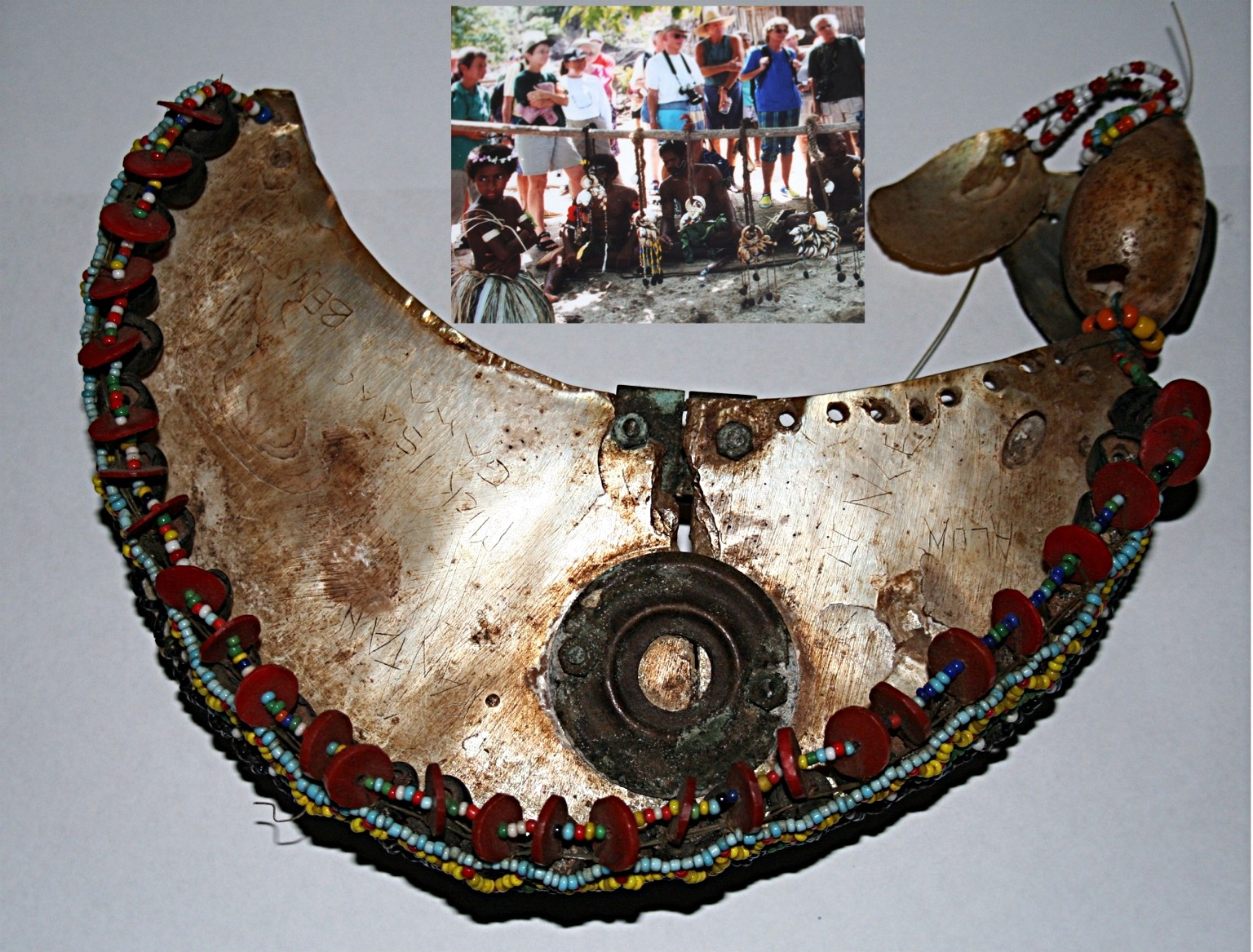
Uma pulseira mwalli

Malinowski foi um dos primeiros antropólogos a propor uma interpretação teórica seguida ao trabalho de campo. Para o autor acima do valor estético advindo do trabalho empregado na confecção dos objetos dessa troca ritual, está a oportunidade proporcionada por esta, de se estabelecer relações sociais e ganhar prestígio social. Os costumes e tradições que acompanham esta troca de presentes é cuidadosamente pré-escrito no sistema cultural das pessoas nele envolvidas, especialmente no que diz respeito as relações doador — receptor/receptor — doador idealmente perpetuada em pares de intercâmbio denominados karayata. A aliança de doações implica relações de correspondência, hospitalidade, proteção e assistência mútua. Os líderes mais importantes do Kula podem ter centenas de parceiros em troca, enquanto os homens com menor status na sociedade têm geralmente uma dúzia deles, dependendo do tamanho de suas redes sociais. Kula, de acordo com Mauss, no seu livro Ensaio sobre a dádiva quer dizer literalmente círculo, é comparável ao Potlatch, uma prática de intercâmbio ritual das tribos do Pacífico Noroeste da América e corresponde ao momento mais solene de um vasto sistema de prestações e de contraprestações que englobam a totalidade da vida econômica e civil dessas populações. Essa instituição tem também uma face mítica, religiosa e mágica; os vaigua’a não correspondem somente à moeda, mas proscrevem à guerra, representam alianças, o que supõe o intercâmbio de bens, mulheres, hospitalidade.
Segundo Peirano quando Boas e Malinowski trouxeram o Kula e o Potlatch ao conhecimento do mundo ocidental, o aspecto dominante era o aspecto da racionalidade dessas práticas face ao estranhamento da cultura ocidental diante do desperdício de bens do Potlatch e troca de objetos inúteis no Kula, demonstrou-se que o Kula tinha a função social de construir laços sociais duradouros e Potlatch controlava a rivalidade entre as facões do Haida e Tinglit além das oportunidades de desenvolvimento tecnológico (aperfeiçoamento das canoas das viagens do Kula, da fabricação e gravação em cobre no Potlach, etc.), fabricação de bens e encontro social de casamentos, amizades, alianças e comércios paralelos de produtos diversos.
Ainda segundo essa autora outra interpretação pode ser realizada a partir da compreensão destes como fenômenos culturais de comunicação, não apenas relacionados aos sistemas míticos — religiosos de sociedades já foram consideradas irracionais e primitivas — mas constituem-se com sistemas culturais de comunicação simbólica presentes em qualquer sociedade, nos cerimoniais político-administrativos, nas ostentações de riqueza dos casamentos suntuosos ou das jóias da coroa real etc.

## Ver também

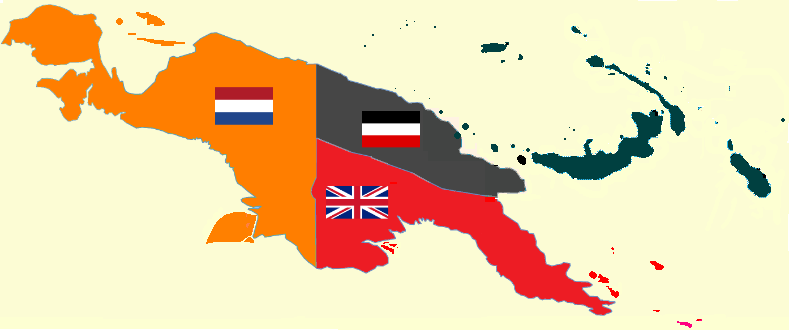
Territórios coloniais da Nova Guiné 1884-1919: Em vermelho Nova Guiné Britânica, em cinza escuro Nova Guiné Alemã e em laranja Nova Guiné Holandesa